# 格魯什卡 (卡緬涅茨-波多利斯基區)
48°38′1″N 27°0′59″E / 48.63361°N 27.01639°E
格魯什卡（烏克蘭語：Грушка），是烏克蘭的村落，位於該國西部赫梅利尼茨基州，由卡緬涅茨-波多利斯基區負責管轄，面積2.5平方公里，2025年人口432，人口密度每平方公里238.42人。
1. ↑  . staroushytska-gromada.gov.ua.   [2025-07-30] （乌克兰语）.